# 斯里蘭卡黃鱔
斯里蘭卡黃鱔為輻鰭魚綱合鰓目合鰓魚科的其中一種，分布於亞洲斯里蘭卡的淡水流域，體長可達70公分，棲息在底層水域，雄魚會築巢，屬肉食性。